# Celastrus orbiculatus
Célastre asiatique, Bourreau des arbres, Célastre orbiculaire, Célastre
Espèce
Celastrus orbiculatus, le Célastre asiatique, Bourreau des arbres, Célastre orbiculaire ou Célastre, est une espèce de lianes ligneuses de la famille des Celastraceae (Célastracées). Elle est originaire de Chine, où elle est l'espèce de Celastrus la plus répandue, ainsi que du Japon et de la Corée. Elle a été introduite en Amérique du Nord en 1879 et est considérée comme une espèce envahissante dans l'est de l'Amérique du Nord et en France.

## Espèce envahissante
Le Bourreau des arbres est un fort concurrent dans son environnement, et sa dispersion met en danger la survie de plusieurs autres espèces. L'une des raisons de son expansion est la couleur attrayante de ses fruits. Ces derniers sont mangés par les mammifères et les oiseaux qui dispersent les graines à différents endroits.
En Europe, cette espèce sera inscrite à partir de 2027 dans la liste des espèces exotiques envahissantes préoccupantes pour l’Union européenne. Cela signifie qu'elle ne pourra plus être importée, cultivée, commercialisée, plantée, ou libérée intentionnellement dans la nature, et ce nulle part dans l’Union européenne.

## Systématique
Ce taxon porte en français les noms vernaculaires ou normalisés « Célastre asiatique », « Bourreau des arbres », « Célastre orbiculaire » ou simplement « Célastre ».

### Synonymes
Celastrus orbiculatus a pour synonymes :
- Ilex leucantha Hassk.
- Catha articulata (Thunb.) G.Don
- Celastrus articulatus Thunb.
- Celastrus crispulus Regel
- Celastrus insularis Koidz.
- Celastrus jeholensis Nakai
- Celastrus lancifolius Nakai
- Celastrus strigillosus Nakai
- Celastrus tatarinowii Rupr.
- Celastrus versicolor Nakai

### Liste des variétés
Selon GBIF (23 juillet 2022) :
- Celastrus orbiculatus var. orbiculatus
- Celastrus orbiculatus var. strigillosus (Nakai) Makino